# Gordan Hatze
Gordan Hatze (Split, Primorska banovina, Kraljevina SHS / Jugoslavija, 9. srpnja 1930. – Varaždin, Varaždinska županija, Republika Hrvatska 9. travnja 1995.), hrvatski plivač, vaterpolski trener i liječnik.

## Mladost
Rođen je u Splitu, u obitelji Marka Romana Marina Hatzea (1891.-1954.) i Vjekoslave Hatze (rođene Mitrović, 1907.-1982.). Majčin djed Petar Mitrović (1875.-1953), bio je Hrvat iz splitskog Velog Varoša te je bio član Stranke prava u Splitu, u doba Austro-Ugarske Monarhije, te se snažno protivio autonomaškom pokretu. Po očevoj strani, djed mu je bio  Austrijanac, Aloiz (Vjekoslav) Hatze (1851.) rođen u Slovenskoj Bistrici, koji je oženio Splićanku, Faninu Paškvu Bonačić (1853.-1937.). Obitelj je imala troje djece, Gordana (1930.-1995.), Vjekoslava (1927.) i Franku udatu Kuljiš (1928.-2004.), inače njihov je stric bio poznati hrvatski skladatelj i dirigent Josip Hatze (1879.-1959.).
Hatze je pamtio kako se u obitelji slavila uspostava Banovine Hrvatske, iz kolovoza 1939., te su na svim prozorima obiteljske kuće bile izvješene hrvatske zastave. Izbijanjem Drugog svjetskog rata u travnju 1941. i dolaskom talijanskih okupacijskih vlasti odbio je ući u talijansku fašističku mladež, niti je u vrijeme vladavine NDH u Splitu (1943.-1944.) ušao među pripadnike ustaške mladeži, ali je njegov stariji brat Vjekoslav Hatze pristupio ustaškoj mladeži, ali po navodima Gordana Hatzea nikad nije obukao ustašku uniformu.  Po oslobođenju Splita, u listopadu 1944., s dolaskom novih jugoslavenskih vlasti, mnogi koji su bili pripadnici talijanske fašističke ili ustaške mladeži sada su pristupili Ujedinjenom savezu antifašističke omladine Jugoslavije (USAOJ), ali je Hatze, zbog toga što su nove jugoslavenske vlasti progonile starijeg brata Vjekoslava, koji je čak bio izbačen iz škole, odbio pristupiti USAOJ-u.

## Politički progoni
Tijekom školovanja se bavio sportom, bio je član juniorske reprezentacije Jugoslavije, 1947., te se spremao za međunarodnu prijateljsku utakmicu s juniorskom reprezentacijom Republike Italije. U to mu je vrijeme pristupio Milivoj Kujundžić koji ga je tražio da krene na radne akcije na izgradnji autoceste Zagreb-Beograd, na što je Hatze odbio, navodeći kako kao član juniorske reprezentacije ima potvrdu o oslobođenju od radne akcije. Potom, navodi dalje Hatze, susreo je ponovno Kujundžića, koji je bio u društvu deset do petnaest pripadnika SKOJ-a. Tada ga je Kujundžić pred svojim drugovima  opetovano zatražio da ide na radnu akciju, kapcioznim pitanjem, da mu je ovaj tako ranije obećao, na što ga je Hatze nazvao bijednikom i lažovom, što je kod Kujundžića izazvalo bijes, te su u tom trenutku Kujundžićevi sudrugovi napali  i pretukli Hatzea. Nakon tog događaja, kojem su svjedočili mnogobrojni svjedoci očevici, Hatze je obavijestio učitelje i ravnatelja, ali nitko, pa ni Kujundžić, niti ostali, nisu bili opomenuti. Razlog treba tražiti što je Kujundžić, u to vrijeme bio politički agitator po gimnaziji, ili kako kaže sam Hatze politički dušebrižnik. Isto tako Hatze je naveo kako je Kujundžić, još prije tog kobnog događaja radio za UDB-u, jer je navodno, dolazio noću u njihovu kuću sprovoditi Hatzeovog starijeg brata Vjekoslava.
Nakon završetka splitske klasične gimnazije Gordan Hatze upisuje studij medicine u Zagrebu, gdje upoznaje svoju buduću suprugu, porijeklom iz Sombora, za vrijeme studija navodi kako se nikada nije učlanio u nikakvu ilegalnu podzemnu prohrvatsku političku organizaciju, ali se kretao u krugovima osviještenih Hrvata. Kao posljedice političkih progona, navodio je Hatze, nije za vrijeme studija mogao dobiti stipendiju, te je naveo kako je klapi, u kojoj je pjevao, zbog njegovog članstva, bilo zabranjeno nastupanje na televiziji. Nakon završetka studija nije mogao nikako pronaći posao, te se odselio u Sombor.
Iz Sombora je pratio politička događanja 1989./1990. i demokratske promjene u susjednoj Hrvatskoj, usprkos svemu zet mu je donosio snimke svih emisija HTV-a i domoljubnih pjesama. U to su vrijeme mnogi Hrvati u Vojvodini bili proganjani, a neki su čak bili ubijeni, jedan njegov pacijent bio je pripadnik Šešeljevih paravojnih postrojbi te ga je u listopadu 1992. susreo na ulici i začuđeno priupitao zar još nije otišao iz Sombora, na što je Hatze shvatio poruku, te je sve rasprodao i skupa sa suprugom, preko Mađarske napustio Srbiju, te ponovno preko mađarske granice ušao u Hrvatsku, potom se doselio kćerci u Varaždin.  Uskoro se učlanio u lokalni HDZ u Varaždinu, smatrajući kako nude kvalitetan program i kako su najzaslužniji za stvaranje hrvatske države, ali je ostao šokiran kad je ugledao za saborskom govornicom svojeg nekadašnjeg isljednika iz redova UDB-e Milivoja Kujundžića, sada saborskog zastupnika HDZ-a. Hatzeovu sestru, Franku Kuljiš su zvali neki ljudi u Kujundžićevo ime, kako bi im dala informaciju o bratu i adresu stanovanja, što je ona rezolutno odbila. Kujundžić je navodno primio anonimno pismo u kojem ga se osuđuje zbog prethodnog rada u UDBA-i.

## Sportski uspjesi i liječnička karijera
Nakon što je u Splitu završio osnovnu školu i klasičnu gimnaziju, u je Zagrebu studirao medicinu koju je diplomirao 1962. godine. Za studija se morao sam uzdržavao. Zbog braka je preselio u Sombor gdje od 1962. radio u željezničarskoj ambulanti.
Od srednje škole svestrani športaš. Bavio se nogometom i plivanjem u FD Hajduk. 
U plivanju je Hatze postigao velike uspjehe. Bio je u generaciji s Vančom Kljakovićem, Damirom Čorićem i Sergejem Stasenkom. Godine 1948. postao je juniorskim prvakom Jugoslavije na 100 m slobodno. Iste je godine bio ekipni prvak Jugoslavije s FD Hajdukom.
Zbog priprema za Olimpijske igre u Londonu 1948., oodbio je otići na omladinske radne akcije. Zbog toga su ga pretukli članovi SKOJ-a. Nanijeli su mu teške ozljede. Zbog premlaćivanja ostao je bez jednog bubrega. Ipak, nije posustao nego je nastavio sa športskim životom. Okrenuo se vaterpolu. Bio je vaterpolski trener vaterpolskog kluba Jadran iz Splita. S Jadranom je osvojio prvenstvo Jugoslavije 1954. godine.
Jeseni 1948. godine Komitet za fiskulturu pri Vladi NR Hrvatske poslao je u veća mjesta rukometne instruktore. Cilj je bio popularizirati tu igru među mladeži. U Splitu je održan prvi dvotjedni rukometni tečaj za igrače i vodnike. Predavao je instruktor Odbora za rukomet FISAH-a Teodor Sedmak. Tečaju su nazočili nogometaši Hajduka Vladimir Beara i Božo Broketa te omladinci: Duje Bonačić, Ivo - Pile Brajević, Srećko Čudina, Gordan Hatze, Radoje Juretić, Gordan Krstulović, Ivo Maletić - Crni, Berislav Marković, Arsen Pavasović, Tomislav Perić, Petar Pranić, Mihovil Rađa, Davor Radovniković, Miro Rogulj, Uroš Ruso, Đeki Srbljenović, Drago Šolić, Radoje Tudor, Špiro Viculin, Ante Zelić i Slavko Zukanović, a malo poslije i omladinke su uključene u taj tečaj, a među prvim polaznicama bile su: Gordana Beba Andrić, Gordana Benčić, Eka Borčić, Ina Brajević, Vera Damjanović, Ivanka Jadrić, Zlata Jović, Mirjana Kapetanović, Olga Korošec, Alice Lunazzi, Mirjana Matošić, Darka Ostojić, Milka Podrug, Sonja Prkić, Mirna Rodin, Nelida Roguljić, Darka Slapničar, Mira Šalov, Vukosava Škarica, Marija Trs, Vera Tomanović, Desa Uršić, Gordana Vlajčić, Gita Zakarija i Tatjana Zoković. 
Hatze je bio član rukometnih sekcija nekoliko splitskih klubova (Gimnastičko društvo Split, Marjan i Željezničar). Dok je igrao za RK Marjan (1949. – 50.), osvojio je Republičku ligu NR Hrvatske sezone 1950/51. Sljedeću je sezonu igrao za Željezničar.
Dok je igrao za Marjan, u Splitu je odigrana prva međunarodna utakmica u velikom rukometu u Splitu. 27. studenoga 1949. godine snage su odmjerili bečki Postsporeverein i reprezentacija Splita, pojačana s četvoricom igrača iz Zagreba. Za Split su igrali: Ante Zelić, Špiro Viculin, Slavko Zukanović, Ante Čosić, Ivo Maletić, Tomislav Perić, Nenad Ivić, Gordan Hatze, te pojačanja iz Zagreba: Vladimir Savnik, Marijan Marold, Branko Humljak i Ivica Lazić. Gosti su pobijedili 9:6 za goste, a zgoditke za Split su posligli: Marold (4), te Hatze i Ivić po jedan.
Nakon odlaska u Sombor, osnovao je 1975. Sportsku ambulantu medicine rada u gradskoj Dvorani sportova Mostonga. U ambulanti koju je osnovao radio je od osnivanja sve do umirovljanja 1991. godine. Somborci su ga upamtili kao osobu vedra duha i šarmantna dalmatinskog govora. Iz vojvođanske epizode Hatzeova života datiraju dvije nagrade, priznanje Crvenoga križa Vojvodine i Vojvođanska sportska nagrada Jovan Mikić Spartak 1983. godine.
1992. godine iz Sombora je otišao u Varaždin gdje je nastavio raditi u struci kao športski liječnik, s kćeri Adrijanom, koja je igrala rukomet. Umro je 9. travnja 1995. u Varaždinu, gdje je i pokopan.